# ماندگار (روزنامه)
ماندگار روزنامهٔ چاپ افغانستان است، با تیراژ ۵٬۰۰۰ نسخه در روز که در کابل و دگر شهرهای بزرگ افغانستان بخش می‌شود.